# Robert McClellan (Politiker, 1806)
Robert McClellan (* 2. Oktober 1806 in Livingston, New York; † 28. Juni 1860 in Greenpoint, New York) war ein US-amerikanischer Jurist und Politiker. Er vertrat zwischen 1837 und 1839 sowie zwischen 1841 und 1843 den Bundesstaat New York im US-Repräsentantenhaus.

## Werdegang
Robert McClellan wurde Anfang des 19. Jahrhunderts in Livingston geboren. Er graduierte 1825 am Williams College in Williamstown (Massachusetts). Danach studierte er Jura. Nach dem Erhalt seiner Zulassung als Anwalt praktizierte er zwischen 1828 und 1843 in Middleburgh (New York). Politisch gehörte er der Demokratischen Partei an.
Bei den Kongresswahlen des Jahres 1836 für den 25. Kongress wurde McClellan im achten Wahlbezirk von New York in das US-Repräsentantenhaus in Washington, D.C. gewählt, wo er am 4. März 1837 die Nachfolge von John Adams und Aaron Van der Poel antrat, welche zuvor zusammen den achten Distrikt von New York im US-Repräsentantenhaus vertreten hatten. Er schied nach dem 3. März 1839 aus dem Kongress aus. Im Jahr 1840 wurde er in den 27. Kongress gewählt. Am 4. März 1841 trat er die Nachfolge von John Ely und Aaron Van der Poel an, welche zuvor zusammen den achten Distrikt von New York im US-Repräsentantenhaus vertreten hatten. Er schied nach dem 3. März 1843 aus dem Kongress aus. Als Kongressabgeordneter hatte er in seiner letzten Amtszeit den Vorsitz über das Committee on Patents.
Er verstarb am 28. Juni 1860 in Greenpoint und wurde dann auf dem Green-Wood Cemetery in der damals noch eigenständigen Stadt Brooklyn beigesetzt.